# محمود فهمي
محمود فهمي شلبي (مواليد 26 أكتوبر 2006)، هو صحفي وسياسي مصري. ينتمي إلى حزب الكرامة، ويُعرف بانتمائه لليسار السياسي. بدأ مسيرته المهنية في عام 2020، وعمل مع عدة مؤسسات إعلامية مثل رصيف 22، جريدة الكرامة، وبوابة الحرية، ومنصة ذات مصر. يركز في مقالاته وتقاريره على قضايا الفئات المهمشة، والحقوق والحريات، وله سلسلة مقالات بعنوان يستحقون الحرية، غير إنه ناشط بحركة طلاب لأجل فلسطين، وكذلك حركة bds لمقاطعة الاحتلال الإسرائيلي من كل النواحي.

## الخلفية والتعليم
ولد محمود فهمي شلبي، في قرية طناش بالوراق. وبدأ دخول الحياة السياسية في سن مبكر، إذ انضم لحزب الكرامة ذي التوجهات الناصرية، ويشغل حاليًا دور أمين شباب الحزب بالجيزة. ما زال يدرس بالصف الثالث الثانوي، وبالرغم من ذلك فإنه نشط بمنصبه في الحزب، ويواصل عمله الصحفي بالمنصات المختلفة.

## الحياة المهنية
بدأ محمود فهمي مسيرته الصحفية في 2020، من خلال بعض المواقع المغمورة، وسرعان ما حظي بفرص للعمل مع عدة مؤسسات إعلامية بارزة في مصر. وتضمنت أعماله تغطيات مكثفة لقضايا مهمة على الساحة الإقليمية والدولية. من بين الموضوعات التي تناولها:
- الحرب الروسية الأوكرانية: إذ قدم تقارير تحليلية حول تبعات هذه الحرب وانعكاساتها على المنطقة.
- الحوار الوطني: شارك في تغطية ومتابعة مستمرة لجلسات الحوار في مصر[5]، مسلطًا الضوء على آراء الأطراف المختلفة والمقترحات المقدمة.
- حملة الأمل: كتب عن أهداف الحملة وأهم محطاتها، بالإضافة إلى التحديات التي واجهتها.